# Gult jodskinn
Gult jodskinn (Amylocorticium subsulphureum) är en svampart som först beskrevs av Petter Adolf Karsten, och fick sitt nu gällande namn av Zdeněk Pouzar 1959. Gult jodskinn ingår i släktet Amylocorticium och familjen Amylocorticiaceae.  Arten är reproducerande i Sverige. Inga underarter finns listade i Catalogue of Life.